# Octave Gengou
Octave Gengou   (Ouffet, 27 de febrer de 1875 - Anvers, 25 d'abril de 1957) va ser un bacteriòleg belga. Va investigar amb Jules Bordet el bacteri Bordetella pertussis causant de la tos ferina.

## Biografia
Als vint-i-dos anys va obtenir el doctorat a la Universitat de Lieja, i posteriorment va ser nomenat director adjunt a l'Institut Pasteur de Brabant. El 1945 va ser nomenat professor emèrit a la Universitat de Brussel·les.
Gengou va treballar a l'Institut Pasteur de Bèlgica a Brussel·les. Amb Jules Bordet va aïllar el bacteri Bordetella pertussis en cultiu axènic el 1906 i el va declarar com la causa de la tos ferina. El 1912, va desenvolupar la primera vacuna per la tos ferina. També va treballar en diverses investigacions fonamentals i importants sobre proves de detecció de malalties (per exemple, la prova de Wassermann d'August von Wassermann).
Va ser secretari general de l'Oeuvre Nationale Belge contre la Tuberculose i president honorari de la Ligue nationale belge contre la Tuberculose.

## Obres publicades
Amb Jules Bordet, va col·laborar en les següents obres:
- Contribució a l'estudi de la coagulació del sang, 1903 - Contribució a l'estudi de la coagulació de la sang.
- Le Microbe de la coqueluche, 1906 - El microbi de la tos ferina.
- Note complémentaire sur le microbe de la coqueluche, 1906 - Notes addicionals sobre el microbi de la tos ferina.
- L'Endotoxine coquelucheuse, 1909 - La tos ferina endotoxina.
- Etiologia de la coqueluche. Etat actuel de la question, 1909 - Etiologia de la tos ferina. Estat actual de la pregunta.
- La Coagglutination des globules rouges par les mélanges des anticorps et des antigènes albumineux, 1911 - Coaglutinació de glòbuls vermells per mescles d'anticossos d’albúmina i antígens.
- Le Diagnostic de la coqueluche fruste par la méthode de la fixation d'alexine, 1911.